# Aristide Timoteo Somis di Chavrie
Aristide Timoteo Somis di Chavrie (Torino, 1801 – Parma, 6 agosto 1860) è stato un politico italiano.

## Biografia
Fu deputato del Regno di Sardegna per due legislature, eletto nel collegio di Strambino. Morì mentre era ancora in carica come deputato.